# Bính Dần
Bính Dần (chữ Hán: 丙寅) là kết hợp thứ ba trong hệ thống đánh số Can Chi của người Á Đông. Nó được kết hợp từ thiên can Bính (Hỏa dương) và địa chi Dần (hổ). Trong chu kỳ của lịch Trung Quốc, nó xuất hiện trước Đinh Mão và sau Ất Sửu.

## Các năm Bính Dần
Giữa năm 1724 và 2224, những năm sau đây là năm Bính Dần (lưu ý ngày được đưa ra được tính theo lịch Việt Nam, chưa được sử dụng trước năm 1967):
- 1506
- 1566
- 1626
- 1686
- 1746
- 1806
- 1866
- 1926 (13 tháng 2, 1926 – 1 tháng 2, 1927)
- 1986 (9 tháng 2, 1986 – 28 tháng 1, 1987)
- 2046 (6 tháng 2, 2046 – 25 tháng 1, 2047)
- 2106
- 2166

## Sự kiện năm Bính Dần
- 1926: Đại lễ khai Đạo Cao Đài tại Tây Ninh.
- 1986: Đại hội Đại biểu toàn quốc lần thứ VI của Đảng Cộng sản Việt Nam.